# Château de Llandovery
Le château de Llandovery est un château en ruines situé à Llandovery, dans le comté du Carmarthenshire au Pays de Galles. Il occupe un promontoire qui domine la rivière Towy et les environs.
Les Normands en ont commencé la construction en 1116. Il a été attaqué et partiellement détruit par les forces galloises de Gruffydd ap Rhys Ier. Il est resté la possession des Normands jusqu'en 1158 quand Rhys ap Gruffydd, le plus jeune fils de Gruffydd en devient propriétaire.
Le château passe aux mains des anglais sous Édouard Ier en 1277. Il est attaqué pendant la rébellion d'Owain Glyndŵr en 1403 qui l'a laissé partiellement en ruines. Il est depuis laissé à l'abandon et n’a jamais été restauré.
Il est aujourd'hui facilement accessible par un court sentier depuis le centre-ville de Llandovery sur lequel se trouve une statue de Llywelyn ap Gruffydd Fychan (en).

## Source
- (en) Cet article est partiellement ou en totalité issu de l’article de Wikipédia en anglais intitulé « Llandovery Castle » (voir la liste des auteurs).